# Sziszeki Márk
Sziszeki Márk eredeti nevén Zsizsek Márk szlovénül Marko Žižek (Ganicsa, 1819. április 25. k. – Szombathely, 1890. május 4.) szlovén származású magyar római katolikus pap, újságíró, író.
A mai Lendvarózsavölgyön született (ma Gančani, Szlovénia), Zala vármegyében. Édesapja Zsizsek András szlovén, míg édesanyja Szécsi Ágota magyar származású, feltehetőleg az anyai ág miatt magyarosította a nevét. Először Nagykanizsán tanult az első évben, majd öt évet Kőszegen. Szombathelyen kisszeminarostaként filozófiát, valamint teológiát tanult. 1844. november 15-én felszentelték és káplán volt négy évig Muraszombatban, plébános 1848 júniusától, 1860 októberéig Kancsócon (Felsőszentbenedek, ma Kančevci). Novembertől Belatinc (ma Beltinci) papja 1888. január 1-jéig, amikor nyugdíjba ment és Szombathelyen telepedett le.
Kapcsolatban állt a stájerországi szlovénekkel, viszont határozottan ellene volt a pánszlávizmusnak, különösen azért, mert azt Oroszország saját vezetése alatt akarta megvalósítani.
A szlovén nyelv oktatása céljából Stájerországból meghívta Muraszigetre tanítani Koczuván Bertalant.
1874-ben a Zalai Közlöny c. lapnak szerkesztett cikkeket, továbbá vallási és világi műveket magyarul, anyanyelvén semmit.

## Kiadott művei
- Dezsma megvaltás
- Lelkészi Congrua